# Berezivka, Nova Ușîțea
Berezivka (în ucraineană Березівка) este localitatea de reședință a comunei Berezivka din raionul Nova Ușîțea, regiunea Hmelnîțkîi, Ucraina.

## Demografie
Componența lingvistică a localității Berezivka
     Ucraineană (99,07%)
     Alte limbi (0,93%)
Conform recensământului din 2001, majoritatea populației localității Berezivka era vorbitoare de ucraineană (99,07%), existând în minoritate și vorbitori de alte limbi.